# Hogna pulchella
Hogna pulchella là một loài nhện trong họ Lycosidae.
Loài này thuộc chi Hogna. Hogna pulchella được Eugen von Keyserling miêu tả năm 1877.